# Ellen Kuras

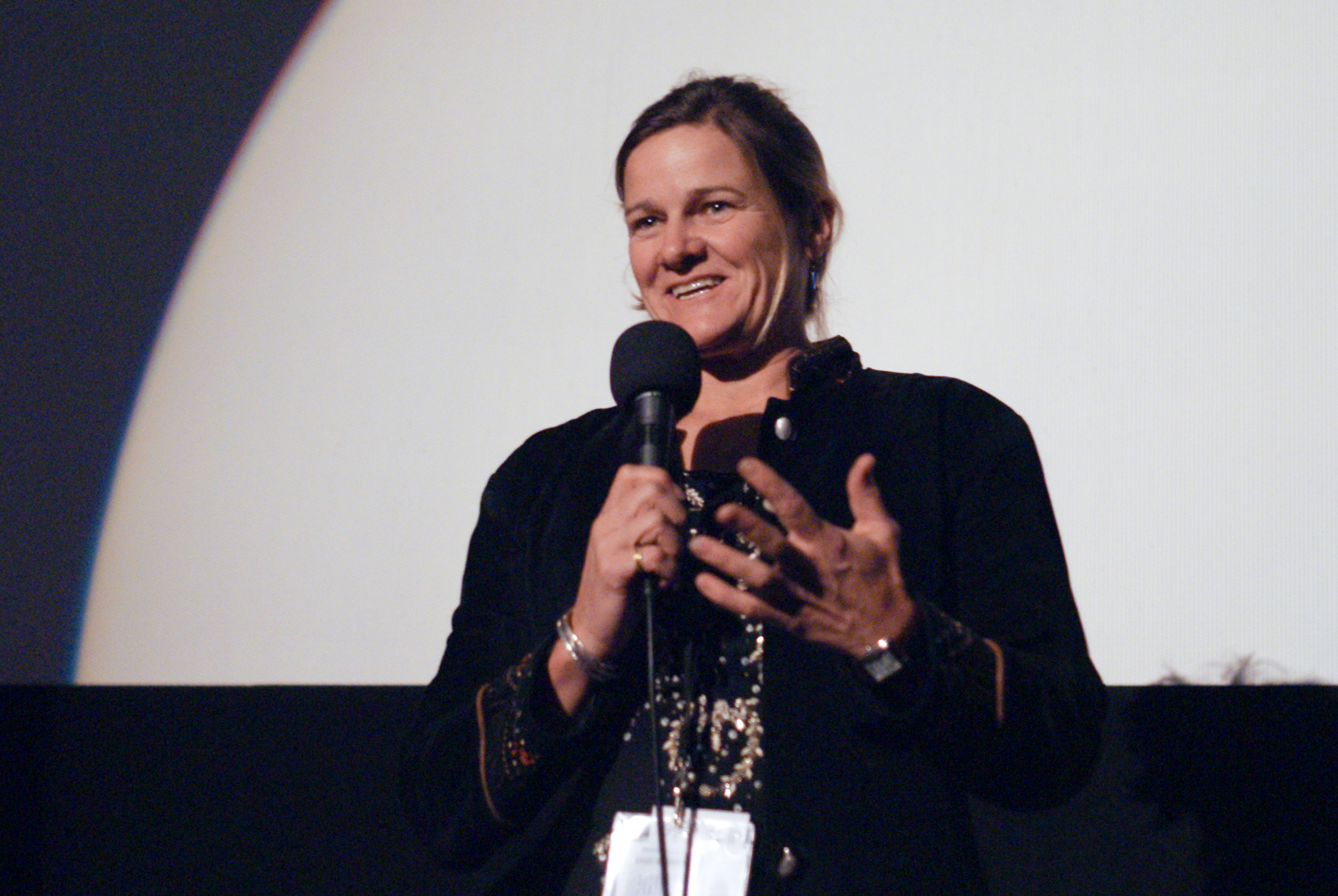
Ellen Kuras

Ellen M. Kuras (* 10. Juli 1959 in New Jersey, Vereinigte Staaten) ist eine US-amerikanische Kamerafrau, Dokumentarfilmerin und Spielfilmregisseurin.

## Leben
Ellen M. Kuras wuchs in einer Vorstadt in New Jersey auf. Ursprünglich wollte sie an der Brown University Ägyptologie studieren und entschied sich doch für Sozialanthropologie. Ihr Interesse wechselte allerdings, als sie an der nahe gelegenen Rhode Island School of Design Kurse über Fotografie besuchte. Sie studierte daher 1979 ein Jahr lang Filmtheorie an der Universität von Paris und ging anschließend zurück zur Brown, wo sie mit einem Doppelabschluss in Semiotik und Anthropologie graduierte. Anschließend arbeitete sie in einem Museum in Providence und entschied sich, ihre Kamerafähigkeiten zu verfeinern, weswegen sie am Visual Studies Workshop in Rochester teilnahm. Daraufhin nahm sie unabhängig von der Bezahlung jeden Filmjob an, den sie kriegen konnte. So arbeitete sie bei Dokumentationen als Produktionsassistentin, beim Tonschnitt und als Kameraassistentin.
Mit der Dokumentation Samsara: Death and Rebirth in Cambodia, welche als erste US-amerikanische Produktion 1987 in Kambodscha drehen durfte und die Auswirkungen des Bürgerkriegs zeigen, debütierte Kuras mit der Veröffentlichung 1990 als eigenverantwortliche Kamerafrau. 1992 feierte sie mit dem Filmdrama Swoon, einer Filmbiografie über Leopold und Loeb, ihr Debüt als Spielfilmkamerafrau. Dafür erhielt sie 1993 eine Nominierung für die Beste Kamera bei den Independent Spirit Awards. Mit der Dokumentation The Betrayal – Nerakhoon debütierte Kuras 2008 auch als Regisseurin. Sie begann 1984 mit dem Dreh der Dokumentation, welche die Geschichte einer Familie erzählt, die aus Laos in die USA flieht. Dafür erhielt sie 2009 mit einer Oscarnominierung für den Besten Dokumentarfilm ihre bisher größte Auszeichnung.
2013 wurde sie in die Wettbewerbsjury der 63. Internationalen Filmfestspiele von Berlin berufen. Zehn Jahre später stellte Kuras mit Die Fotografin (2023) ihren ersten Spielfilm als Regisseurin fertig.

## Filmografie (Auswahl)

### Kamerafrau
- 1990: Samsara: Death and Rebirth in Cambodia
- 1992: Swoon
- 1996: Haus der stummen Schreie (If These Walls Could Talk)
- 1996: I Shot Andy Warhol
- 1997: Vier kleine Mädchen (4 Little Girls)
- 1998: Spike Lee’s Spiel des Lebens (He Got Game)
- 1999: Mod Squad – Cops auf Zeit (The Mod Squad)
- 1999: Summer of Sam
- 1999: Ticket to Love (Just the Ticket)
- 2000: It’s Showtime (Bamboozled)
- 2001: Blow
- 2002: Reine Nervensache 2 (Analyze That)
- 2003: Asylum
- 2003: Coffee and Cigarettes
- 2004: Vergiss mein nicht! (Eternal Sunshine of the Spotless Mind)
- 2005: Block Party
- 2005: The Ballad of Jack and Rose
- 2008: Abgedreht (Be Kind Rewind)
- 2008: The Betrayal – Nerakhoon
- 2009: Away We Go – Auf nach Irgendwo (Away We Go)
- 2010: Public Speaking
- 2014: Die Gärtnerin von Versailles (A Little Chaos)
- 2014: The 50 Year Argument
- 2017: Trouble No More
- 2017: Wermut (Wormwood, Miniserie)
- 2018: Legion (Fernsehserie, Folge 2x04)
- 2019: Rolling Thunder Revue: A Bob Dylan Story by Martin Scorsese
- 2020: American Utopia
- 2021: Pretend It’s a City (Miniserie)

### Regie
- 2023: Die Fotografin (Lee)

## Auszeichnungen
Oscar
- 2009: Nominierung für den Bester Dokumentarfilm mit The Betrayal – Nerakhoon

Online Film Critics Society Awards
- 2004: Nominierung für die Beste Kamera von Vergiss mein nicht!

Independent Spirit Awards
- 1993: Nominierung für die Beste Kamera von Swoon
- 2003: Nominierung für die Beste Kamera von Personal Velocity: Three Portraits

ASC Lifetime Achievement Award 2022